# 大造爺爺與雁
《大造爺爺與雁》，也譯作「大造爺爺和野雁」，是椋鳩十所作的童話。1941年（昭和16年）在《少年俱樂部》的11月號刊載。書籍收錄時在「前序」添加內容，讓文體更為普通親切。是個描繪著老獵人與伶俐的雁比智慧的作品。在小學5年級的國語教科書（讀解的學習）裡面也刊登著，作為回憶較深的作品而舉出的人也很多。還有，本作品是描寫獵雁，不過現在獵雁被禁止。
1970年左右，椋鳩十在某所學校演講時被一半以上的教職人員給抵制。對於在大戰以前發表「大造爺爺與雁」，有著「我們再也不想要戰爭」怕給少年讀者意圖趨向戰爭的這個理由。

## 登場人物
大造爺爺
年老的獵人。長年以獵雁為生，不過在殘雪出現後就抓不到雁了，因此打算用雙手可以做到的方法獵到殘雪。
殘雪
雁群的首領。由於兩翼長著有一部分長的像雪一般的白羽毛，因此被獵人們稱呼為殘雪。非常的聰明，警戒心非常強的個體，大造爺爺做的陷阱全部都被牠給識破了。

## 故事概要
大造爺爺是個72歲的年老獵人，他曾經和一隻被獵人稱呼為殘雪的聰明雁奮鬥過，其故事是這樣的。大造爺爺每年狩獵的時候，都會把栗野嶽山腳下的沼澤地當成獵雁的場所，但是自從殘雪來到這裡後，大造爺爺就沒有再沒有獵到雁，讓大造爺爺心情很火大。因此在他知道殘雪來到這裡後，就心想一定要獵到殘雪，因此著手進行要獵到牠的方法，並用了一個晚上的時間把陷阱做好，等待殘雪上鉤。
第二天中午，大造爺爺做的陷阱發揮了效用，抓到了一隻雁，雖然不是殘雪，可是還是讓他獵到雁了，已經夠讓爺爺開心了。因此大造爺爺想再如法炮製，做了比之前更多的相同陷阱，但隔天他來的時候，雁群們看到他都飛跑了，而所做的陷阱在殘雪的指導下被識破了，讓大造爺爺這次沒抓到一隻雁。
第二年，殘雪又帶著一大群雁兒來到沼澤地，而大造爺爺早有準備，在雁群要覓食的地方撒上田螺，結果果然有雁群吃覓食的痕跡。第二天他也在同樣的地點撒上田螺，接下來的第三天、第四天也同樣在那裡撒上田螺。在那之後，爺爺心想雁群已經飽餐了好幾天，因此那天晚上就在覓食場不遠的地方搭個小帳棚。
隔天早上雁群果來飛來了，帶頭的雁準是殘雪，因此大造爺爺握緊獵槍，神態緊繃的等待獵到殘雪。沒想到機警的殘雪，卻發現到昨天為止覓食的地方不遠處有個沒見過的小帳棚，讓殘雪本能感到有危險，因此帶著雁群降落在沼澤的西邊獵槍射程以外的地方，讓大造爺爺撲了一個空。
今年，殘雪飛來沼澤地的季節又將到來，大造爺爺把前年抓到雁的馴服的好好的，只要一吹口哨就會回到爺爺的身邊，他打算以這隻雁作為誘鳥，準備獵到殘雪和牠的同伴。爺爺把那隻雁放到覓食的地方，並回到在附近搭的帳篷裡，等待黎明時雁群的到來。雁群果然來到覓食之處，在大造爺爺握緊獵槍，想吹口哨時，突然有隻一大隼飛來，破壞了雁群的覓食，讓牠門都飛跑了。而大造爺爺養的那隻雁，因為長期飼養的關係，讓牠做為野鳥的本能變得遲鈍，而太晚飛了。
隼盯上了這隻雁，就在大造爺爺吹口哨時，那隻雁似乎聽到爺爺在呼喚牠而飛了過去，可是隼擋住了牠的去路。殘雪看不過去，為了要救自己的同伴，就和隼在空中一起扭打，雙雙掉落沼澤地後還是在一陣廝殺，可是當隼看到大造爺爺過來後就停止，負著傷逃走了。殘雪的胸口也受了很嚴重的傷，當牠看到爺爺逼近時，就把脖子抬的高高的，惡狠狠地看著從正面來的爺爺。殘雪表現出作為首領的威嚴，打動了大造爺爺的心，讓他覺得殘雪不是普通的鳥。
在那之後，殘雪在大造爺爺的籠子裡，度過一個冬天。到了第二年的春天，殘雪的傷好了，體力也恢復後，就在某一個早晨，爺爺就把籠子開到最大，放殘雪自由。對於這樣的雁中英雄，希望到冬天時再來一決勝負。大造爺爺就凝視著往北方飛走的殘雪，一直到很久很久。

## 出版一覽
椋鳩十 著
- 「大造爺爺與雁（大造じいさんとガン） (孩子圖書館 新版)」[情報 1]1988年10月發行（大日本圖書）、ISBN 4-4771-7598-1
- 「大造爺爺與雁（大造じいさんとガン） (椋鳩十動物童話集 第6巻)」1990年11月發行（小峰書店）、ISBN 4-3380-9306-4
- 「大造爺爺與雁（大造じいさんとガン） (椋鳩十學年別童話 4年級的童話1)」[情報 2]1991年3月發行（理論社）、ISBN 4-6520-2249-2
- 「大造爺爺與雁（大造じいさんとガン）」[情報 3]發行（點字繪本的會）
- 「大造爺爺與雁（大造じいさんとガン） (孩子圖書館)」[情報 4]1968年6月發行（大日本圖書）
- 「大造爺爺與雁（大造じいさんとガン） (椋鳩十名作繪本5)」[情報 5]1975年發行（白楊社）
- 「動物的不可思議（動物のふしぎ） (少年文庫)」[情報 6]1947年3月發行（光文社）

### 相關書籍的注釋
1. ↑  井口文秀 繪
2. ↑  杉浦範茂 繪
3. ↑  山本重夫 點字譯、寒川孝久 繪/校正、原本是「椋鳩十全集1 月亮輪熊（椋鳩十全集1 月の輪グマ）」1969年（白楊社）
4. ↑  收錄大造爺爺與雁以外的3個作品
5. ↑  小野木學 繪
6. ↑  收錄大造爺爺與雁以外的8個作品

## 相關項目
- 雁
- 椋鳩十
- 國語
- 教材

## 腳註
1. ↑  .   [2011-10-28]. （原始内容存档于2013-02-26）.